# Adolf Šelbický
Adolf Gustav Šelbický (23. prosince 1869 Benešov u Semil – 17. ledna 1959 Praha) byl český římskokatolický kněz, děkan litoměřické kapituly a v letech 1929 až 1939 generální vikář litoměřické diecéze.

## Dětství a Kněžská dráha

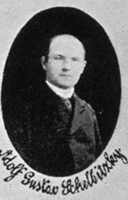
Adolf Šelbický

Byl synem Benešovského učitele Vincence Šelbického, který pocházel z Bukovna u Mladé Boleslavi. Na kněze byl vysvěcen 17. července 1892. Po vysvěcení sloužil jako farář v rodném Benešově, v letech 1903–1910 v Dolní Poustevně. V roce 1910 se stal kanovníkem Katedrální kapituly u sv. Štěpána v Litoměřicích, posléze pak také profesorem bohosloví, kapitulním děkanem a v roce 1929 generálním vikářem litoměřické diecéze. Za svou činnost obdržel titul apoštolského protonotáře a vyznamenání Pro Ecclesia et Pontifice.
Jako Čech se dostával do stále větších konfliktů se stoupenci německého národního socialismu, který v Sudetech stále sílil.
Ke konci roku 1938 byl přinucen rezignovat na funkci generálního vikáře, nicméně litoměřický biskup Antonín Alois Weber ho jmenoval k 1. lednu 1939 do téže funkce pro zbytek diecéze v okleštěném Československu se sídlem v Libochovicích. Mons. Šelbický se obával zatčení, a proto odešel nejdříve do nemocnice v Lounech, ale tam se po poradě se svými důvěrníky rozhodl rezignovat na všechny své funkce a odejít do penze do Prahy. Tento úmysl biskup Weber schválil. Po komunistickém převratu byl zatčen 13. 10. 1949 v souvislosti s kauzou kněžské nemocniční pokladny, vyslýchán a pro své stáří ponechán ve Státní léčebně psychiatrické v Kosmonosích. Zemřel v Praze a byl pohřben na Vinohradském hřbitově do rodinného hrobu.

## Pastorační činnost

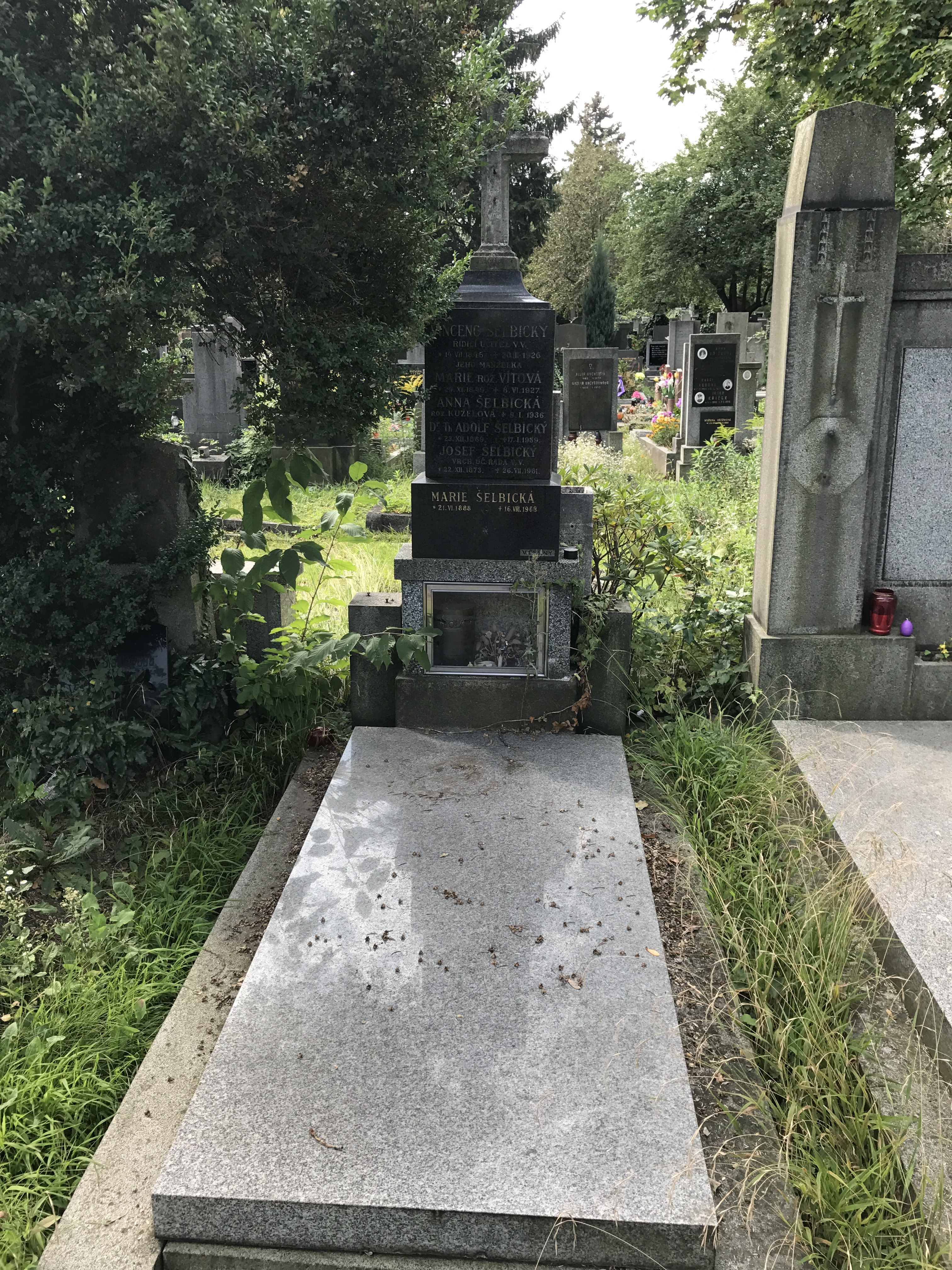
Rodinný hrob Šelbických na vinohradském hřbitově

V roce 1912 byl českým diecézním referentem eucharistického mezinárodního sjezdu ve Vídni a pronesl tam v chrámu Páně u minoritů dne 12. září 1912 na slavnostní schůzi české sekce řeč „Časté návštěvy Nejsvětější Svátosti“.
Jako předseda Ústředního spolku pro výstavbu kostelů si získal velkých zásluh o vhodnou a uměleckou výzdobu četných chrámů litoměřické diecéze.